# Чон Хён Дон
Чон Хён Дон (кор. 정형돈, кит. 鄭亨敦; род. 7 февраля 1978 года, также известный как Дони или Донхи) — южнокорейский комедиант и телеведущий.
Начав карьеру в индустрии развлечений в начале 2000-х, Хён Дон запомнился публике благодаря участию в таких программах, как «Бесконечный вызов» (2005—2016), «Еженедельный Айдол» (2011—2018) и «Комната Айдола» (2018—2020). В последних двух его постоянным соведущим был рэпер Дефконн, с которым в 2012 году он дебютировал в составе дуэта Хёндон и Тэчжун.

## Биография
Хён Дон родился 7 февраля 1978 года в Кимчхоне, Южная Корея. Несколько лет спустя вместе с родителями переехал в Пусан, где посещал старшую техническую школу. C 1996 года в течение шести лет работал в Samsung Electronics в Сувоне перед тем, как попасть в индустрию развлечений.

## Карьера

### 2002—14: Начинания в карьере
В 2002 году Хён Дон впервые появился на телевидении в популярном скетч-шоу «Гэг-концерт» (англ. Gag Concert), где выступил со скетчем «Трио До-Ре-Ми», в котором исполнял отрывки песен с двумя другими комедиантами, а в конце добавил несколько комедийных панчлайнов. Три года спустя Чон присоединился к касту шоу «Бесконечный вызов», который изначально стартовал с низкими рейтингами, но впоследствии программа завоевала любовь публики и стала одной из самых популярных в Корее.
В 2008 году Хён Дон стал участником шоу «Молодожёны» (англ. We Got Married), и его партнёршей стала японская певица Саори; спустя 8 эпизодов пара «развелась», и Саори покинула проект. Вскоре его «женой» стала Тхэён из Girls’ Generation, и поклонники группы были возмущены таким подбором пары, в частности, из-за разницы в возрасте (Хён Дон был старше на 11 лет). С 2009 по 2010 год Хён Дон был участником шоу «Субботняя ночь» (англ. Sunday Sunday Night).
В июле 2011 года на канале MBC Every 1 состоялась премьера шоу «Еженедельный Айдол» (англ. Weekly Idol), где соведущим Хён Дона стал Дефконн. Годом позднее Чон стал ведущим ток-шоу «Го Шоу» (англ. Go Show), трансляция которого была завершена после 35 эпизодов. С 2014 года Чон становится участником сразу нескольких телешоу: «Хитмейкер» (англ. Hitmaker), «Пожалуйста, позаботьтесь о моём холодильнике» (англ. Please Take Care of My Refrigerator) и «Наш район искусств и физического воспитания» (англ. Our Neighborhood Arts and Physical Education).

### 2015—настоящее время: Перерыв в карьере и возвращение на телевидение
11 ноября 2015 года компания FNC Entertainment, с которой у Хён Дона подписан эксклюзивный контракт, сообщила, что он берёт перерыв в деятельности из-за тревожного невроза. В январе 2016 года он официально покинул шоу «Пожалуйста, позаботьтесь о моём холодильнике», а в июле ушёл из «Бесконечного вызова».
В октябре, спустя почти год, Хён Дон вернулся на «Еженедельный Айдол». C 2017 года он также был постоянным участником программ «Ночной гоблин» (англ. Night Goblin) и «Гиена на клавиатуре» (англ. Hyena on the Keyboard).
В феврале 2018 года было объявлено об уходе Хён Дона и Дефконна из «Еженедельного Айдола», и в мае того же года вышел пилотный эпизод программы «Комната Айдола». Через два года «Комната Айдола» также была закрыта, и в том же году Хён Дон стал ведущим шоу «Викторина Айдола» (англ. Idol on Quiz).

## Личная жизнь
С 13 сентября 2009 года женат на Хан Ю Ре. 11 декабря 2012 года у пары родились две дочери-близняшки: Ю Чжу и Ю Ха.

## Дискография

### Синглы
| Название                                        | Год                | Пиковая позиция в чартах | Продажи                      | Альбом                                              |
| Название                                        | Год                | KOR                      | Продажи                      | Альбом                                              |
| Как главный артист                              | Как главный артист | Как главный артист       | Как главный артист           | Как главный артист                                  |
| ----------------------------------------------- | ------------------ | ------------------------ | ---------------------------- | --------------------------------------------------- |
| «Spring Chicken Soup» (영계백숙)                | 2012               | 8                        | Республика Корея: 565,691+   | I’m A Singer in My Own Right                        |
| «Gangbuk Gentleman» (강북멋쟁이)                | 2013               | 1                        | Республика Корея: 1,072,090+ | Park Myung-soo’s How About This?                    |
| Коллаборации                                    |                    |                          |                              |                                                     |
| «Jump» с Луной                                  | 2011               | 70                       | Нет информации               | Enjoy Today Rock Project                            |
| «The Innocent Macho» (순정마초) с Чон Чжэ Хёном | 2011               | 5                        | Республика Корея: 2,190,052+ | Infinite Challenge West Coast Highway Festival      |
| «Change The Game» с Дефконном, JD               | 2011               | 39                       | Республика Корея: 292,266+   | Не сингл с альбома                                  |
| «Going To Try» (해볼라고) с G-Dragon            | 2013               | 2                        | Республика Корея: 790,713+   | Infinite Challenge Jayu-ro Song Festival            |
| «Wonderful Barn» (멋진헛간) с Hyukoh            | 2015               | 4                        | Республика Корея: 920,194+   | Infinite Challenge Yeongdong Highway Music Festival |
| «Today» (오늘은) с Соль Чжи, Ю Чжэ Хваном       | 2015               | 32                       | Республика Корея: 122,522+   | Don’t Worry Music Vol. 1                            |
| «Shall We Walk?» (걸을까) с Ю Чжэ Хваном        | 2015               | 93                       | Республика Корея: 24,177+    | Don’t Worry Music Vol. 2                            |
| Как приглашённый артист                         |                    |                          |                              |                                                     |
| «Not an Easy Girl» Лиззи с Чон Хён Доном        | 2015               | 38                       | Республика Корея: 71,150+    | Не сингл с альбома                                  |

## Телевизионные программы
| Год                 | Программа                                      |
| ------------------- | ---------------------------------------------- |
| 2002                | «Гэг-концерт»                                  |
| 2005—2007           | «Воображение +»                                |
| 2005—2016           | «Бесконечный вызов»                            |
| 2008                | «Тайные диверсанты»                            |
| 2009—2010           | «Субботняя ночь»                               |
| 2009—2010           | «Крутые парни»                                 |
| 2011—2015 2016—2018 | «Еженедельный Айдол»                           |
| 2012                | «Го Шоу»                                       |
| 2013                | «Море грёз»                                    |
| 2013                | «Рэп-шоу»                                      |
| 2013                | «Острый глаз»                                  |
| 2014—2015           | «Хитмейкер»                                    |
| 2014—2015           | «Пожалуйста, позаботьтесь о моём холодильнике» |
| 2014—2015           | «Наш район искусств и физического воспитания»  |
| 2016—2018           | «Беззаботные путешественники»                  |
| 2017—2018           | «Ночной гоблин»                                |
| 2017—2018           | «Гиена на клавиатуре»                          |
| 2018—наст.время     | «Проблемные дети в доме»                       |
| 2018—2020           | «Комната Айдола»                               |
| 2019                | «Мудрая жизнь в тюрьме»                        |
| 2020                | «Викторина Айдола»                             |

## Награды
Большинство наград, представленных в списке, присуждались Хён Дону как участнику шоу «Бесконечный вызов».
| Год  | Церемония                           | Номинация                          | Результат |
| ---- | ----------------------------------- | ---------------------------------- | --------- |
| 2002 | KBS Awards Comedian Contest Amateur | Statue                             | Победа    |
| 2003 | KBS Entertainment Awards            | Лучший новичок — Комедия           | Победа    |
| 2003 | KBS Entertainment Awards            | Награда за особые успехи           | Победа    |
| 2004 | KBS Entertainment Awards            | Награда за особые успехи — Комедия | Победа    |
| 2006 | MBC Entertainment Awards            | Лучшая программа                   | Победа    |
| 2007 | MBC Entertainment Awards            | Лучшая программа                   | Победа    |
| 2008 | MBC Entertainment Awards            | Лучший телеведущий (мужчина)       | Победа    |
| 2008 | MBC Entertainment Awards            | Лучшее Варьете                     | Победа    |
| 2008 | National Athletic Competition       | Aerobic Amateur Club 6-People      | Победа    |
| 2009 | MBC Entertainment Awards            | Лучшая программа                   | Победа    |
| 2010 | KCTA Cable TV Broadcast Awards      | ТВ-звезда года                     | Победа    |
| 2010 | Arena-Audi A-Awards                 | Награда за инновацию               | Победа    |
| 2011 | National Rowing Championships       | Специальная награда                | Победа    |
| 2011 | Melon Music Awards                  | Награда за Тренд                   | Победа    |
| 2013 | MBC Entertainment Awards            | Самая популярная программа         | Победа    |
| 2013 | MBC Entertainment Awards            | Лучшая пара (с G-Dragon)           | Победа    |
| 2013 | MBC Entertainment Awards            | Награда за особые успехи в варьете | Победа    |
| 2014 | KBS Entertainment Awards            | Лучший телеведущий                 | Победа    |
| 2014 | MBC Entertainment Awards            | Программа года                     | Победа    |
| 2015 | Korea Broadcasting Prizes           | Дэсан                              | Победа    |
| 2015 | Paeksang Arts Awards                | Лучший в варьете (мужчина)         | Номинация |
| 2015 | KBS Entertainment Awards            | Звезда варьете                     | Победа    |